# Rolling Stone (Hurts)
Rolling Stone è un singolo del gruppo musicale britannico Hurts, pubblicato il 16 luglio 2015 come secondo estratto dal terzo album in studio Surrender.

## Descrizione
Si tratta della quinta traccia del disco e tratta di una relazione amorosa non andata per il verso giusto; dal punto di vista musicale è una ballata pop che si discosta dalle sonorità dance del precedente singolo Some Kind of Heaven.

## Tracce
Download digitale
1. Rolling Stone – 3:40

Download digitale – remix
1. Rolling Stone (Niklas Ibach Remix) – 4:52